# Rancho Cordova
La ville de Rancho Cordova est située dans le comté de Sacramento, dans l’État de Californie, aux États-Unis. Sa population s’élevait à 64 776 habitants lors du recensement de 2010, estimée à 72 326 habitants en 2016.
Rancho Cordova fait partie de l’agglomération de Sacramento.

## Démographie
| 1960  | 1970   | 1980   | 1990   | 2000   | 2010   |
| ----- | ------ | ------ | ------ | ------ | ------ |
| 7 429 | 30 451 | 42 881 | 48 731 | 55 060 | 64 776 |

## Source
- (en) Cet article est partiellement ou en totalité issu de l’article de Wikipédia en anglais intitulé « Rancho Cordova, California » (voir la liste des auteurs).